# 平塚純司
平塚 純司（ひらつか じゅんじ、1978年4月7日 - ）は、日本の元ラグビー選手。

## プロフィール
- 秋田県出身。
- ポジションはロック(LO)。
- 身長 199cm、体重 110kg
- 日本代表キャップは1。
- U23日本代表に選ばれたことがある[1]。
- 関西代表に選ばれたことがある[2]。

## 来歴
1997年、秋田工業高校卒業後、法政大学に入る。なお秋田工業高校時代、高校日本代表に選ばれたことがある。
2001年、法政大学卒業後、トヨタ自動車（現・トヨタ自動車ヴェルブリッツ）に加入。
2008年、現役を引退した。